# Giải đấu Ứng viên 2020–21
Giải đấu Ứng viên 2020–21 là giải đấu cờ vua vòng tròn hai lượt với tám kỳ thủ tham dự diễn ra tại Yekaterinburg, Nga trong hai năm 2020 và 2021. Nửa đầu của giải đấu diễn ra từ 17 tháng 3 đến 25 tháng 3 năm 2020. Vào ngày 26 tháng 3, FIDE quyết định hoãn nửa sau giải đấu sau khi Nga tuyên bố gián đoạn giao thông hàng không với các quốc gia khác bắt đầu từ ngày 27 tháng 3 do đại dịch COVID-19. Nửa sau giải đấu được tiến hành từ ngày 19 đến 28 tháng 4 năm 2021.
Ian Nepomniachtchi của Nga vô địch giải, giành quyền thách đấu với đương kim vô địch thế giới, Magnus Carlsen của Na Uy, trong trận đấu tranh ngôi vô địch cờ vua thế giới năm 2021.

## Kỳ thủ tham gia
Các kỳ thủ được tuyển chọn cho Giải đấu Ứng viên là:
| Tiêu chí                 | Người chơi                                 | Tuổi tác | ELO                | Xếp hạng           |
| Tiêu chí                 | Người chơi                                 | Tuổi tác | (Tháng 3 năm 2020) | (Tháng 3 năm 2020) |
| ------------------------ | ------------------------------------------ | -------- | ------------------ | ------------------ |
| Á quân thế giới 2018     | Fabiano Caruana                            | 27       | 2842               | 2                  |
| Cúp cờ vua thế giới 2019 | Teimour Radjabov (vô địch, rút lui).       | 33       | 2765               | 9                  |
| Cúp cờ vua thế giới 2019 | Đinh Lập Nhân (á quân)                     | 27       | 2805               | 3                  |
| FIDE Grand Swiss 2019    | Vương Hạo (vô địch)                        | 30       | 2762               | 12                 |
| FIDE Grand Prix 2019     | Alexander Grischuk (vô địch)               | 36       | 2777               | 4                  |
| FIDE Grand Prix 2019     | Ian Nepomniachtchi (á quân)                | 29       | 2774               | 5                  |
| Elo trung bình           | Anish Giri                                 | 25       | 2763               | 11                 |
| Elo trung bình           | Maxime Vachier-Lagrave (thay thế Radjabov) | 29       | 2767               | 8                  |
| Ban tổ chức lựa chọn     | Kirill Alekseenko                          | 22       | 2698               | 39                 |

Các quy định nêu rõ rằng nếu một hoặc nhiều người chơi từ chối lời mời tham gia Giải đấu Ứng viên, những người chơi có Elo trung bình cao nhất tiếp theo sẽ đủ điều kiện. Vào ngày 6 tháng 3, quy tắc này được áp dụng để chọn Vachier-Lagrave, sau khi Radjabov rút lui.
So với các giải đấu trước (2014, 2016, 2018), Grand Swiss là một bổ sung mới và số lượng suất theo Elo đã giảm từ hai xuống còn một. Định dạng của giải đấu Grand Prix cũng được thay đổi.

### Tuyển theo Elo
Kỳ thủ được tuyển theo Elo là người chơi có xếp hạng trung bình cao nhất trong 12 bảng xếp hạng từ tháng 2 năm 2019 đến tháng 1 năm 2020 mà không đủ điều kiện theo các tiêu chí khác. Để đủ điều kiện, kỳ thủ phải thi đấu ít nhất 30 ván trong 12 bảng xếp hạng và ít nhất 18 ván trong 6 bảng xếp hạng cuối cùng.
Bảng dưới đây cho thấy thứ tự của các kỳ thủ có Elo trung bình hàng đầu trong khoảng thời gian một năm từ tháng 2 năm 2019 đến tháng 1 năm 2020. Danh sách bao gồm sáu kỳ thủ nằm trong nhóm mười một kỳ thủ đầu tiên, ngoại trừ nhà vô địch thế giới Magnus Carlsen cùng các kỳ thủ đã có suất dự giải thông qua các tiêu chí khác là Fabiano Caruana, Đinh Lập Nhân, Alexander Grischuk và Ian Nepomniachtchi. Tất cả các kỳ thủ trong bảng đều đáp ứng yêu cầu về số lượng ván đấu tối thiểu như trên.
Kỳ thủ được tuyển theo tiêu chí này là Anish Giri.
| TT | Kỳ thủ                 | Elo trung bình |
| -- | ---------------------- | -------------- |
| 4  | Anish Giri             | 2782,33        |
| 5  | Maxime Vachier-Lagrave | 2776,25        |
| 6  | Shakhriyar Mamedyarov  | 2775,42        |
| 9  | Viswanathan Anand      | 2766,25        |
| 10 | Levon Aronian          | 2763,50        |
| 11 | Wesley So              | 2762,91        |

### Suất đặc cách
Một suất đặc cách do ban tổ chức quyết định. Kỳ thủ này phải tham gia ít nhất hai trong ba giải đấu vòng loại (Cúp thế giới, Grand Swiss và Grand Prix) và phải đạt được một trong các điều kiện sau: xếp hạng cao nhất trong số những kỳ thủ chưa có suất và tối thiểu lọt vào bán kết ở Cúp thế giới; xếp hạng cao nhất trong số những kỳ thủ chưa có suất tại Grand Swiss hoặc Grand Prix; top 10 theo Elo trung bình từ tháng 2 năm 2019 đến tháng 1 năm 2020.
Bốn kỳ thủ đủ điều kiện được chọn: Maxime Vachier-Lagrave (hạng ba Cúp thế giới, hạng ba Grand Prix, hạng năm theo Elo); Kirill Alekseenko (xếp hạng cao nhất ở Grand Swiss và có thi đấu Cúp thế giới); Shakhriyar Mamedyarov (hạng sáu theo Elo, có thi đấu Cúp thế giới và Grand Prix) và Levon Aronian (hạng mười theo Elo, có thi đấu Cúp thế giới và Grand Prix). Viswanathan Anand đứng thứ chín theo Elo nhưng chỉ tham gia Grand Swiss, không đủ điều kiện để được xét chọn suất đặc cách.
Vào ngày 11 tháng 11 năm 2019, chủ tịch Liên đoàn cờ vua Nga Andrey Filatov, tuyên bố ý định sử dụng suất này để chọn một kỳ thủ Nga, nêu rõ: " Quyết định tổ chức sự kiện này ở Nga đảm bảo rằng sẽ có một kỳ thủ Nga tham gia. Chúng tôi vẫn đang xem xét các lựa chọn khác nhau về cách chúng tôi sẽ chọn một thẻ hoang dã của Nga nhưng nó có thể sẽ là một trận đấu hoặc giải đấu phù hợp với Kirill Alekseenko [. . . ]. "  Tại thời điểm thông báo này chưa có kỳ thủ Nga nào đủ điều kiện cho Ứng viên. Alekseenko, Grischuk và Nepomniachtchi đủ điều kiện nhận suất này, trong đó hai người sau cũng có cơ hội dự giải thông qua Grand Prix.
Vào ngày 22 tháng 12 năm 2019, Grand Prix kết thúc, với hai người đứng đầu giành quyền tham gia giải là Grischuk và Nepomniachtchi, có nghĩa là Alekseenko là kỳ thủ Nga duy nhất đủ điều kiện nhận suất này. Vào ngày 23 tháng 12 năm 2019, Liên đoàn Cờ vua Nga chính thức đề cử Kirill Alekseenko nhận suất đặc cách.
Cùng ngày, quản lý của Maxime Vachier-Lagrave bày tỏ mối quan tâm của họ với các quy định FIDE hiện tại trong một bức thư ngỏ tới Liên đoàn cờ Nga, yêu cầu tổ chức một trận đấu giữa Vachier-Lagrave và Alekseenko cho suất đặc cách, cơ sở mà Vachier-Lagrave đủ điều kiện nhận vé đặc cách theo ba tiêu chí khác nhau. Tuy nhiên, Alekseenko được xác nhận cho suất đặc cách. Chính Alekseenko đã khuyến khích việc xóa bỏ vé đặc cách trong một cuộc phỏng vấn sau đó.

## Tổ chức giải
Giải đấu là một giải đấu tám người, vòng tròn hai lượt, có nghĩa là có 14 vòng đấu với mỗi cặp kỳ thủ gặp nhau hai lần: một ván cầm trắng và một ván cầm đen. Người chiến thắng giải đấu này sẽ thi đấu với Magnus Carlsen trong trận tranh ngôi vua cờ cuối năm 2021.

### Quy định
Thời gian là 100 phút cho 40 nước đi đầu tiên, 50 phút cho 20 nước đi tiếp theo và sau đó là 15 phút cho phần còn lại của ván đấu; với 30 giây cộng thêm cho mỗi nước đi bắt đầu từ nước đi đầu tiên.
Trong trường hợp hòa, tiebreak được áp dụng theo thứ tự sau đây: 1) điểm đối đầu giữa các kỳ thủ, 2) tổng số trận thắng, 3) hệ số Sonneborn-Berger (SB), 4) cờ nhanh (chỉ dành cho vị trí đầu tiên). Nếu có hơn hai kỳ thủ đồng điểm hạng nhất có các chỉ số tiebreak bằng nhau thì hai kỳ thủ được chọn để thi đấu ván cờ nhanh tie-break được quyết định bằng bốc thăm.

### Lịch trình
FIDE công bố bốc thăm xếp cặp vào ngày 14 tháng 2 năm 2020. Tất cả các ván đấu bắt đầu lúc 16 giờ theo giờ địa phương (tức 11:00 UTC), ngoại trừ vòng cuối cùng, bắt đầu sớm hơn một tiếng, tức 15 giờ (10:00 UTC).
Để tránh sự dàn xếp, kỳ thủ cùng một liên đoàn phải thi đấu với nhau ở các vòng đầu tiên của mỗi nửa giải: Đinh Lập Nhân và Vương Hạo đấu với nhau ở vòng 1 và 8; trong khi Grischuk, Nepomniachtchi và Alekseenko lần lượt đấu với nhau ở vòng 1 đến 3 và vòng 8 đến 10.

## Ảnh hưởng của COVID-19 đến giải đấu

### Đinh Lập Nhân và Vương Hạo
Đại dịch COVID-19 chủ yếu xuất hiện ở Trung Quốc vào tháng 1 và đầu tháng 2 năm 2020 đã ảnh hưởng đến sự chuẩn bị của các kỳ thủ Trung Quốc là Vương Hạo và Đinh Lập Nhân. Vào ngày 10 tháng 2, cả hai kỳ thủ đều thừa nhận rằng họ đã phải hủy bỏ trại tập huấn và chỉ có thể chuẩn bị giải bằng hình thức trực tuyến với các trợ tá của mình: Đinh luyện tập tại quê nhà Ôn Châu; trong khi Vương lúc đó ở ngoài Trung Quốc và dự định chỉ trở lại Trung Quốc trong thời gian ngắn trước giải. Vương sau đó quyết định không quay trở về nước nữa mà bay thẳng sang Nga.
Đến ngày 19 tháng 2, Nga thông báo cấm một phần công dân Trung Quốc nhập cảnh vào nước này do virus coronavirus bùng phát ở Trung Quốc. FIDE thông báo rằng phái đoàn Trung Quốc đến bằng thị thực nhân đạo với lý do thể thao và do đó sẽ được phép vào Nga, nhưng họ được khuyến cáo nên đến sớm.
Ngày 2 tháng 3, Đinh và phái đoàn nhập cảnh vào Nga tại Moskva, đến cách ly tại một khu nhà ở ngoại ô Moskva trong vòng hai tuần để kiểm dịch y tế và theo dõi trước khi bắt đầu giải đấu. Trong khi đó Vương từ Nhật Bản đến Nga nên không phải chịu cách ly. Tuy nhiên anh chịu thiệt thòi là dự giải một mình, không có trợ tá nào đi kèm.

### Radjabov bỏ cuộc, Vachier-Lagrave thay thế
Ngày 6 tháng 3, vì lo lắng đại dịch COVID-19, Teimour Radjabov bỏ giải đấu. Vị trí của anh do kỳ thủ xếp tiếp theo trong danh sách Elo là Maxime Vachier-Lagrave thay thế.
Trước đó Radjabov đã yêu cầu FIDE hoãn giải đấu vì lo ngại dịch bùng phát và lây lan cho những người dự giải. FIDE đáp rằng việc hoãn giải không thể thực hiện một cách "hợp pháp và thực tế" và cho Radjabov hạn đến 6 tháng 3 để xác nhận sự tham dự. Radjabov trả lời bằng việc chính thức rút lui.

### Những thể thức mới của FIDE về điều kiện thi đấu
Ngày 7 tháng 3, FIDE thông báo rằng việc hoãn giải đấu sẽ chỉ thực hiện nếu có lệnh của giới chức Nga và nhấn mạnh điều này một lần nữa vào ngày 14 tháng 3: ″Việc hoãn những giải đấu tính Elo FIDE không phải là trách nhiệm của FIDE. Liên đoàn đăng cai có thể tự quyết định...″
FIDE cũng thông báo về các biện pháp đảm bảo an toàn và sức khỏe, bao gồm việc đo nhiệt độ cơ thể những người tham dự và quy định việc bắt tay là tùy chọn.
Nếu một trong các kỳ thủ dự giải dương tính với COVID-19, giải đấu sẽ hoãn ngay lập tức và sẽ thi đấu trở lại sau đó trong năm, với việc giữ nguyên điểm số tại thời điểm dừng giải đấu.

### FIDE hoãn giải đấu
Bảy vòng đấu đầu tiên của giải, tức nửa giải đấu diễn ra đúng lịch, từ 17 đến 25 tháng 3. Nhưng đến ngày 26 tháng 3, chính phủ Nga tuyên bố việc dừng các chuyến bay ra nước ngoài, có hiệu lực từ 27 tháng 3. Việc này khiến FIDE buộc phải hoãn giải đấu vì họ không đảm bảo được những người tham dự có thể trở về khi giải đấu hoàn tất. Theo điều lệ giải, điểm số giữ nguyên sau 7 vòng đầu tiên.

### Tình trạng của Radjabov
Do việc hoãn giải đấu, Radjabov đã lên tiếng yêu cầu xem xét việc đưa anh trở lại giải đấu, cũng như xem xét hành động pháp lý trong trường hợp anh không được quay lại.
Trong một cuộc phỏng vấn tháng 5 năm 2020, chủ tịch FIDE Arkady Dvorkovich nhắc đến việc Radjabov sẽ được nhận suất đặc cách cho giải đấu Ứng viên của Giải vô địch thế giới tiếp theo (2022), nếu được sự đồng thuận của Hội đồng FIDE.

### Tiếp tục giải đấu
Việc tổ chức tiếp giải đấu được FIDE lần đầu thông báo ngày 8 tháng 9 năm 2020. Giải đấu được lên kế hoạch tổ chức tiếp vẫn tại thành phố Yekaterinburg từ ngày 1 tháng 11 năm 2020. Tbilisi của Gruzia là địa điểm dự phòng.
Tuy nhiên đến ngày 16 tháng 10 năm 2020 thì FIDE phải hủy kế hoạch này vì những tình hình dịch bệnh chưa ổn định và thực tế là trận tranh ngôi vua cờ đã được lùi lại vào cuối năm 2021, do đó không cần thiết phải kết thúc giải đấu trong năm 2020. Giải dự kiến được tiếp tục vào mùa xuân năm 2021.
Vào ngày 16 tháng 2 năm 2021, FIDE công bố nửa còn lại của giải đấu sẽ diễn ra từ 19 đến 28 tháng 4, vẫn tại Yekaterinburg.

## Kết quả
| TT | Kỳ thủ                 | Elo  | 1 | 1 | 2 | 2 | 3 | 3 | 4 | 4 | 5 | 5 | 6 | 6 | 7 | 7 | 8 | 8 |  | + | =  | − | Điểm | Hạng |
| -- | ---------------------- | ---- | - | - | - | - | - | - | - | - | - | - | - | - | - | - | - | - |  | - | -- | - | ---- | ---- |
| 1  | Maxime Vachier-Lagrave | 2767 |   |   | 1 | ½ | ½ | ½ | ½ | 0 | ½ | 1 | 1 | ½ | ½ | 1 | ½ | 0 |  | 4 | 8  | 2 | 8    | 2    |
| 2  | Đinh Lập Nhân          | 2805 | 0 | ½ |   |   | ½ | 0 | ½ | 1 | ½ | 1 | 0 | 1 | 0 | ½ | 1 | ½ |  | 4 | 6  | 4 | 7    | 5    |
| 3  | Anish Giri             | 2763 | ½ | ½ | ½ | 1 |   |   | ½ | 0 | 1 | 0 | 0 | ½ | ½ | 1 | ½ | 1 |  | 4 | 7  | 3 | 7½   | 3    |
| 4  | Alexander Grischuk     | 2777 | ½ | 1 | ½ | 0 | ½ | 1 |   |   | ½ | 0 | ½ | ½ | ½ | ½ | ½ | ½ |  | 2 | 10 | 2 | 7    | 6    |
| 5  | Kirill Alekseenko      | 2698 | ½ | 0 | ½ | 0 | 0 | 1 | ½ | 1 |   |   | ½ | 0 | ½ | ½ | 0 | ½ |  | 2 | 7  | 5 | 5½   | 7    |
| 6  | Ian Nepomniachtchi     | 2774 | 0 | ½ | 1 | 0 | 1 | ½ | ½ | ½ | ½ | 1 |   |   | 1 | 1 | ½ | ½ |  | 5 | 7  | 2 | 8½   | 1    |
| 7  | Vương Hạo              | 2762 | ½ | 0 | 1 | ½ | ½ | 0 | ½ | ½ | ½ | ½ | 0 | 0 |   |   | ½ | 0 |  | 1 | 8  | 5 | 5    | 8    |
| 8  | Fabiano Caruana        | 2842 | ½ | 1 | 0 | ½ | ½ | 0 | ½ | ½ | 1 | ½ | ½ | ½ | ½ | 1 |   |   |  | 3 | 9  | 2 | 7½   | 4    |

Chú thích: màu của ô trong bảng là màu quân của kỳ thủ trong ván đấu cụ thể:
     — trắng,
     — đen.

### Kết quả theo vòng đấu
Kỳ thủ đứng trước cầm trắng. 1–0 là trắng thắng, 0–1 đen thắng và ½–½ ván đấu hòa. Số trong ngoặc là điểm số của kỳ thủ trước vòng đấu đó.
| Vòng 1 – 17 tháng 3 năm 2020 | Vòng 1 – 17 tháng 3 năm 2020 | Vòng 1 – 17 tháng 3 năm 2020 |
| ---------------------------- | ---------------------------- | ---------------------------- |
| Maxime Vachier-Lagrave (0)   | Fabiano Caruana (0)          | ½–½                          |
| Đinh Lập Nhân (0)            | Vương Hạo (0)                | 0–1                          |
| Anish Giri (0)               | Ian Nepomniachtchi (0)       | 0–1                          |
| Alexander Grischuk (0)       | Kirill Alekseenko (0)        | ½–½                          |
| Vòng 2 – 18 tháng 3 năm 2020 |                              |                              |
| Fabiano Caruana (½)          | Kirill Alekseenko (½)        | 1–0                          |
| Ian Nepomniachtchi (1)       | Alexander Grischuk (½)       | ½–½                          |
| Vương Hạo (1)                | Anish Giri (0)               | ½–½                          |
| Maxime Vachier-Lagrave (½)   | Đinh Lập Nhân (0)            | 1–0                          |
| Vòng 3 – 19 tháng 3 năm 2020 |                              |                              |
| Đinh Lập Nhân (0)            | Fabiano Caruana (1½)         | 1–0                          |
| Anish Giri (½)               | Maxime Vachier-Lagrave (1½)  | ½–½                          |
| Alexander Grischuk (1)       | Vương Hạo (1½)               | ½–½                          |
| Kirill Alekseenko (½)        | Ian Nepomniachtchi (1½)      | ½–½                          |
| Vòng 4 – 21 tháng 3 năm 2020 |                              |                              |
| Fabiano Caruana (1½)         | Ian Nepomniachtchi (2)       | ½–½                          |
| Vương Hạo (2)                | Kirill Alekseenko (1)        | ½–½                          |
| Maxime Vachier-Lagrave (2)   | Alexander Grischuk (1½)      | ½–½                          |
| Đinh Lập Nhân (1)            | Anish Giri (1)               | ½–½                          |
| Vòng 5 – 22 tháng 3 năm 2020 |                              |                              |
| Anish Giri (1½)              | Fabiano Caruana (2)          | ½–½                          |
| Alexander Grischuk (2)       | Đinh Lập Nhân (1½)           | ½–½                          |
| Kirill Alekseenko (1½)       | Maxime Vachier-Lagrave (2½)  | ½–½                          |
| Ian Nepomniachtchi (2½)      | Vương Hạo (2½)               | 1–0                          |
| Vòng 6 – 23 tháng 3 năm 2020 |                              |                              |
| Alexander Grischuk (2½)      | Fabiano Caruana (2½)         | ½–½                          |
| Kirill Alekseenko (2)        | Anish Giri (2)               | 0–1                          |
| Ian Nepomniachtchi (3½)      | Đinh Lập Nhân (2)            | 1–0                          |
| Vương Hạo (2½)               | Maxime Vachier-Lagrave (3)   | ½–½                          |
| Vòng 7 – 25 tháng 3 năm 2020 |                              |                              |
| Fabiano Caruana (3)          | Vương Hạo (3)                | ½–½                          |
| Maxime Vachier-Lagrave (3½)  | Ian Nepomniachtchi (4½)      | 1–0                          |
| Đinh Lập Nhân (2)            | Kirill Alekseenko (2)        | ½–½                          |
| Anish Giri (3)               | Alexander Grischuk (3)       | ½–½                          |

| Vòng 8 – 19 tháng 4 năm 2021  | Vòng 8 – 19 tháng 4 năm 2021 | Vòng 8 – 19 tháng 4 năm 2021 |
| ----------------------------- | ---------------------------- | ---------------------------- |
| Fabiano Caruana (3½)          | Maxime Vachier-Lagrave (4½)  | 1–0                          |
| Vương Hạo (3½)                | Đinh Lập Nhân (2½)           | ½–½                          |
| Ian Nepomniachtchi (4½)       | Anish Giri (3½)              | ½–½                          |
| Kirill Alekseenko (2½)        | Alexander Grischuk (3½)      | 1–0                          |
| Vòng 9 – 20 tháng 4 năm 2021  |                              |                              |
| Kirill Alekseenko (3½)        | Fabiano Caruana (4½)         | ½–½                          |
| Alexander Grischuk (3½)       | Ian Nepomniachtchi (5)       | ½–½                          |
| Anish Giri (4)                | Vương Hạo (4)                | 1–0                          |
| Đinh Lập Nhân (3)             | Maxime Vachier-Lagrave (4½)  | ½–½                          |
| Vòng 10 – 21 tháng 4 năm 2021 |                              |                              |
| Fabiano Caruana (5)           | Đinh Lập Nhân (3½)           | ½–½                          |
| Maxime Vachier-Lagrave (5)    | Anish Giri (5)               | ½–½                          |
| Vương Hạo (4)                 | Alexander Grischuk (4)       | ½–½                          |
| Ian Nepomniachtchi (5½)       | Kirill Alekseenko (4)        | 1–0                          |
| Vòng 11 – 23 tháng 4 năm 2021 |                              |                              |
| Ian Nepomniachtchi (6½)       | Fabiano Caruana (5½)         | ½–½                          |
| Kirill Alekseenko (4)         | Vương Hạo (4½)               | ½–½                          |
| Alexander Grischuk (4½)       | Maxime Vachier-Lagrave (5½)  | 1–0                          |
| Anish Giri (5½)               | Đinh Lập Nhân (4)            | 1–0                          |
| Vòng 12 – 24 tháng 4 năm 2021 |                              |                              |
| Fabiano Caruana (6)           | Anish Giri (6½)              | 0–1                          |
| Đinh Lập Nhân (4)             | Alexander Grischuk (5½)      | 1–0                          |
| Maxime Vachier-Lagrave (5½)   | Kirill Alekseenko (4½)       | 1–0                          |
| Vương Hạo (5)                 | Ian Nepomniachtchi (7)       | 0–1                          |
| Vòng 13 – 26 tháng 4 năm 2021 |                              |                              |
| Vương Hạo (5)                 | Fabiano Caruana (6)          | 0–1                          |
| Ian Nepomniachtchi (8)        | Maxime Vachier-Lagrave (6½)  | ½–½                          |
| Kirill Alekseenko (4½)        | Đinh Lập Nhân (5)            | 0–1                          |
| Alexander Grischuk (5½)       | Anish Giri (7½)              | 1–0                          |
| Vòng 14 – 27 tháng 4 năm 2021 |                              |                              |
| Fabiano Caruana (7)           | Alexander Grischuk (6½)      | ½–½                          |
| Anish Giri (7½)               | Kirill Alekseenko (4½)       | 0–1                          |
| Đinh Lập Nhân (6)             | Ian Nepomniachtchi (8½)      | 1–0                          |
| Maxime Vachier-Lagrave (7)    | Vương Hạo (5)                | 1–0                          |